# 没日
没日（もつにち）は、太陰太陽暦における暦注の1つ。没（ぼつ）と略する場合もある。

## 概要
理想上の1年＝12か月＝24節気＝360日（1か月＝2節気＝30日）と、暦法上の章歳（＝1太陽年、宣明暦では365日+2055/8400（約365.2446日））との間で発生する余分の差（通余）を累積させて、1日分に達する日を没日とする（実際上の計算では、1年に生じる差である5日+2055/8400（5.2446日）を365日+2055/8400（約365.2446日）にて割って、その商を1日ごとに累積させてゆくことになる）。
約69.64日周期、すなわち69日か70日に1度到来することになり、この日は滅日とともに陰陽が不足しており何事にも大凶であると考えられ、政務や仏事をはじめ、爪切りや沐浴に至るまで多くの行事を行うことが避けられた。また、○月×日から□日間などといったある時点からの日数計算において決定される行事や暦注の算出の場合には計算から除外された（例えば、1月1日から10日間を数える場合、途中に没日が含まれればこれを数えず、1月10日ではなく11日までとされる）。また、没日そのものは「1年＝12か月＝24節気＝360日（1か月＝30日）」の調和された姿であってほしいという人々の暦に対する理想と「1年＝12もしくは13か月＝365日余り」と言う現実の暦とのギャップの解消もしくは納得させるために導入された概念であって、実際の天体現象とは全く無関係なものである。
江戸時代の貞享暦改暦の際に暦注から除かれて、以後用いられなくなった。